# Aplikacja społeczna
Aplikacja społeczna – aplikacja informatyczna (komputerowa), której celem jest aktywowanie użytkownika do realizacji jakiegoś interesu społecznego poprzez tę aplikację.
W społeczeństwie obywatelskim aplikacje społeczne są tworzone w celu realizacji którejś z 33 dziedzin pożytku publicznego i ogólnego budowania kapitału społecznego.
Przykładami aplikacji społecznych mogą być serwisy mające na celu:
- rozwój świadomości i postawy obywatelskiej,
- kształtowanie wspólnot i społeczności lokalnych,
- rozwój demokracji,
- wspomaganie rozwoju przedsiębiorczości,
- ochronę przyrody i wspólnej przestrzeni mieszkalnej itp.

Fakt że aplikacje społeczne funkcjonują w oparciu o realizację określonego interesu społecznego, a nie tylko w oparciu o zgromadzoną wokół społeczność odróżnia je od ogólnie pojmowanych aplikacji społecznościowych (serwisów społecznościowych). Aplikacje społeczne są często w pewnym stopniu serwisami społecznościowymi, chociaż nie zawsze jest to konieczne, jeśli cel aplikacji może być realizowany bez potrzeby budowania takiej trwałej społeczności użytkowników wokół aplikacji.
Nacisk na aktywną interakcję między użytkownikiem a aplikacją, odróżnia aplikacje społeczne od internetowego portalu informacyjnego o tematyce społecznej, gdzie interakcja nie jest elementem kluczowym (choć może występować w pewnym stopniu, głównie w postaci komentarzy do treści publikowanej przez portal).
Aplikacja społeczna może być dostępna z serwera przez przeglądarkę internetową (online) lub z urządzeń mobilnych jak telefon komórkowy czy tablet (mobile), rzadziej z dysku komputera użytkownika lub przenośnych nośników cyfrowych (offline).
Aplikacje społeczne są częścią szerszego pojęcia technologii obywatelskich, które obejmują zarówno takie aplikacje jak i wszelkiego rodzaju narzędzia do ich tworzenia oraz narzędzia wspierające rządy i samorządy w pełnieniu swoich publicznych funkcji.